# Alhambra (fort)

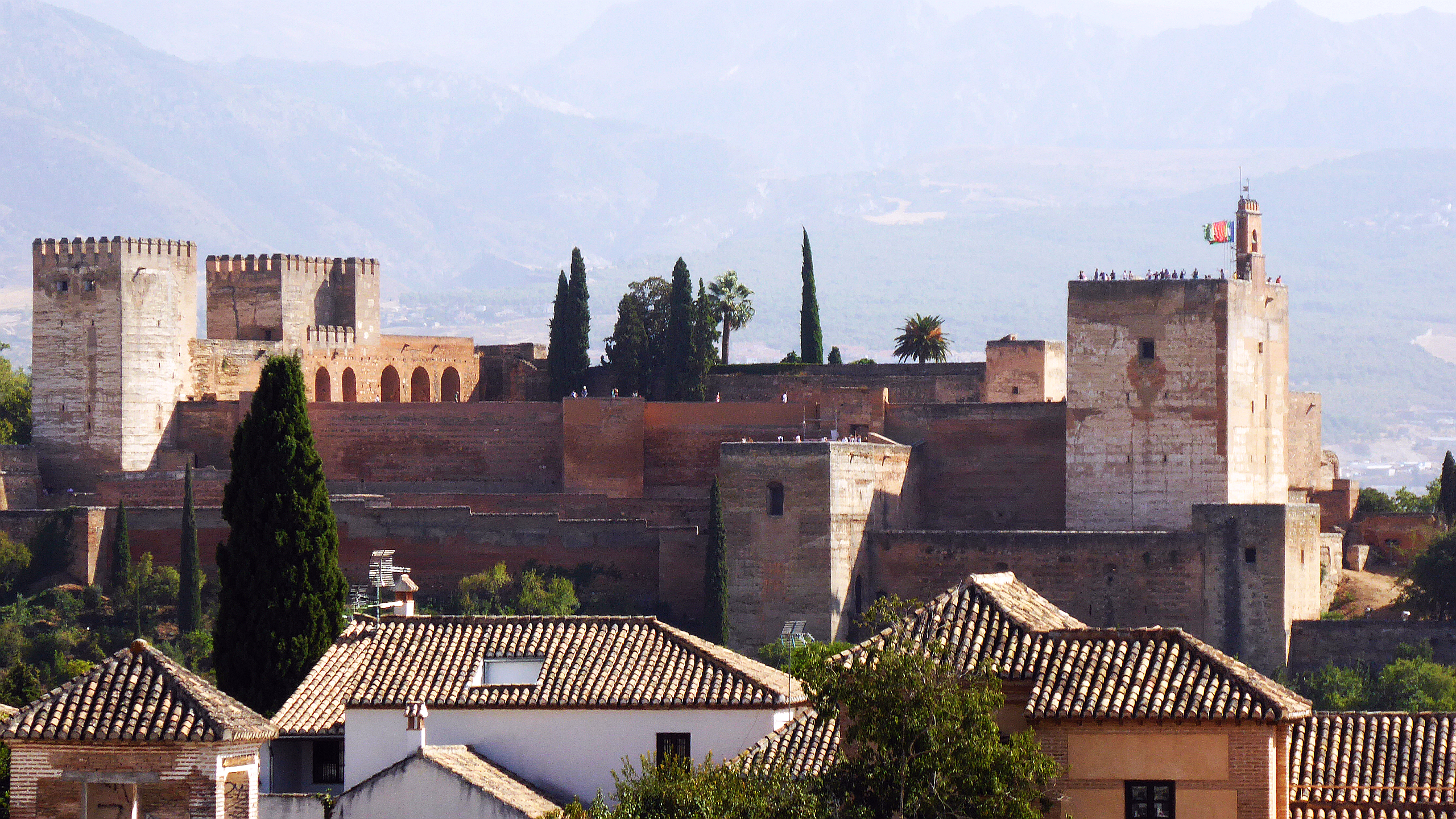
Alcazaba de Benedin, het westelijkste gedeelte van het Alhambra in Granada

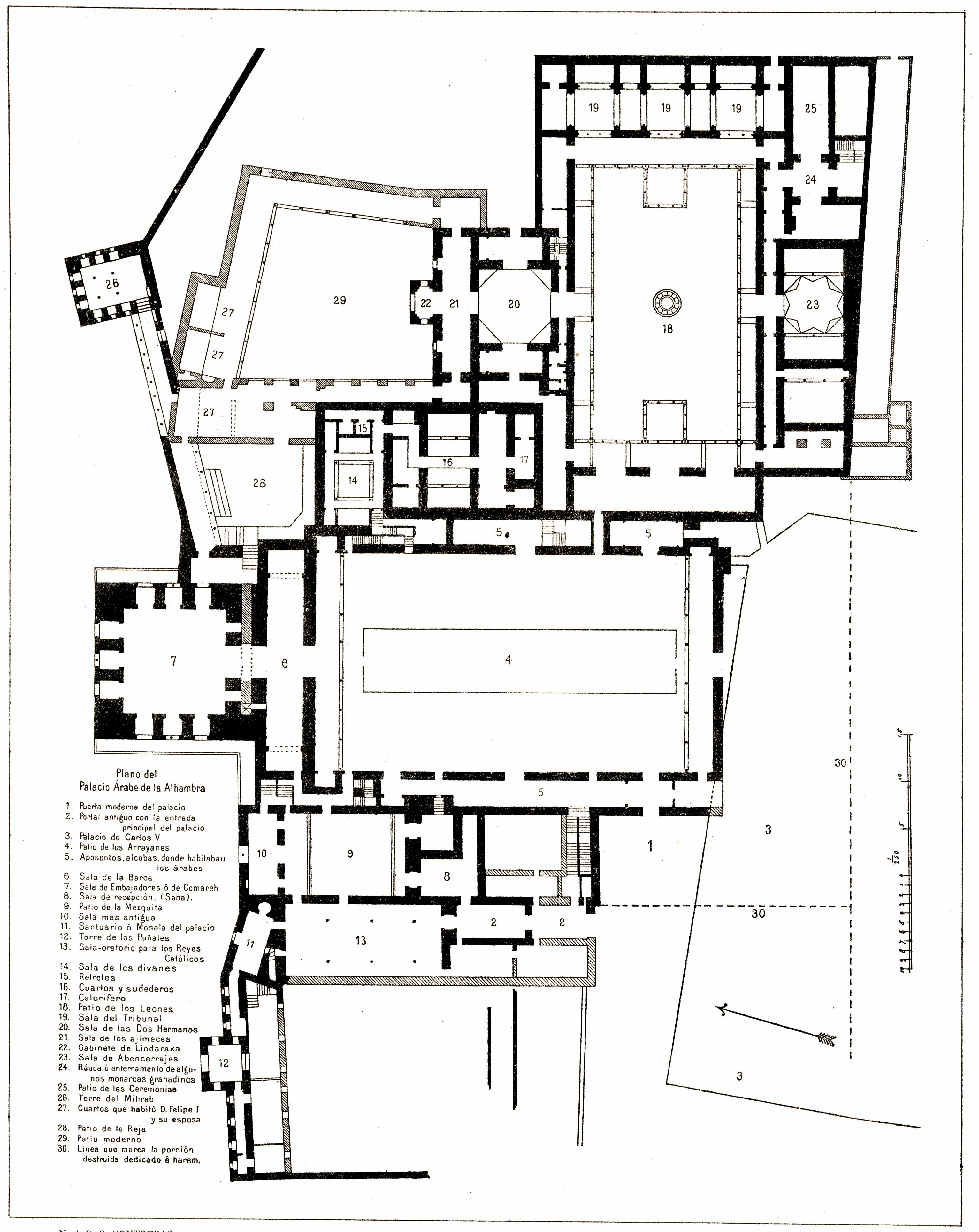
Plan of the Palacio Arabe 1889

Het Alhambra (Arabisch: قصر الحمراء - qasr alhamrā' - Rode Paleis) is een middeleeuws paleis en fort van de Moorse heersers van het koninkrijk Granada in Andalusië (Zuid-Spanje). Het bevindt zich op een heuvelachtig plateau aan de zuidoostelijke grens van de stad Granada. Het hele complex van het Alhambra heeft een oppervlakte van 140.000 m².
Het uitgebreide complex werd na de verovering van het koninkrijk Granada in 1492 door het katholieke koningspaar als een zeer belangrijke buit gezien. Hun kleinzoon keizer Karel V gaf na zijn bezoek aan Granada in 1526 opdracht tot de bouw van een renaissancistisch paleis midden in het Alhambra, waarvoor een deel van het Alhambra werd afgebroken. Isabella van Portugal, de echtgenote van Karel V, droeg er zorg voor dat wat nu rest, bleef bestaan.
Vanwege de fijn uitgevoerde islamitische kunst en de zeer grote waarde van de kunstschatten, is het een populaire trekpleister voor kunststudenten in Europa. Binnenin zijn er mooie decoraties die toegeschreven worden aan Yusuf I. Veel kunstschatten van het Alhambra zijn gerestaureerd en zo een goed voorbeeld van Moorse kunst op het Europese vasteland.
Wie het Alhambra wil bezoeken, moet vooral rekening houden met de quota die de
UNESCO heeft gesteld qua bezoekersaantallen: per dag mag maar een beperkt aantal bezoekers het Alhambra binnengaan, dus wie op goed geluk een bezoek wil brengen, loopt een groot risico niet toegelaten te worden, en vooraf boeken is verstandig. Evengoed valt er rondom het Alhambra ook veel te zien, want de natuur en omgeving en het bouwwerk aan de buitenkant zijn op zich al de moeite van het bezoek waard, met uitzicht op de Sierra Nevada en de vlakte van Córdoba.
In de tuinen van het Alhambra staat de Parador van Granada, het vroegere klooster van Sint-Franciscus waar oorspronkelijk de katholieke koningen werden begraven. Verder vindt men er het Generalife.

## Bezienswaardigheden binnen het Alhambra
- Het Mexuar. Het is het oudste gedeelte van het Alhambra. Hier ontvingen de koningen van het Koninkrijk Granada hun ondergeschikten, en werd over de zakelijke en gerechtelijke aangelegenheden beslist.
- Palacio de Comares. Het is het paleis van de sultan, en is gebouwd rond het Patio de los Arrayanes
- Palacio de los Leones (of de Leeuwenhof). De bouw hiervan werd begonnen in 1377 onder Mohammed V. In het midden ligt de Patio met in het midden een indrukwekkende marmeren fontein die door twaalf leeuwen gedragen wordt. De patio wordt omgeven door de 124 zuilen van het paleis.

- de verschillende Salas:
  - Sala de los Abencerrajes
  - Sala de los Reyes
  - Sala de los Ajimeces
  - Sala de las dos Hermanas
- In de Mirador de Daraxa verbleef de harem van de sultan.
- Los baños
- Het Partal met de vijver
- Het Paleis van Karel V. De bouw hiervan begon in 1527, na een bezoek van Karel V aan Granada. Het is een immens vierkant renaissance-paleis met in het midden een grote cirkelvormige binnenplaats.
- De Puerto del Vino (de wijnpoort), waarin een plaquette zit over Claude Debussy die een stuk schreef met deze titel.
- De verschillende torens :
  - Torre de Mohammed
  - Torre de Machuca
  - Torre de Comares
  - Torre de las Damas (toren van de Hofdames)
  - Torre de Mihrab
  - Torre del Cadí
  - Torre de los Picos
  - Toren del Cabo de la Carrera
  - Toren van Juan de Arce
  - Toren van Baltazar de la Cruz
  - Torre de los Siete Suelos (toren van de Zeven Vloeren)
  - Toren der Hoofden
  - Toren van Perelada
  - Torre de la Vela (wachttoren met luidklok)

## Galerij

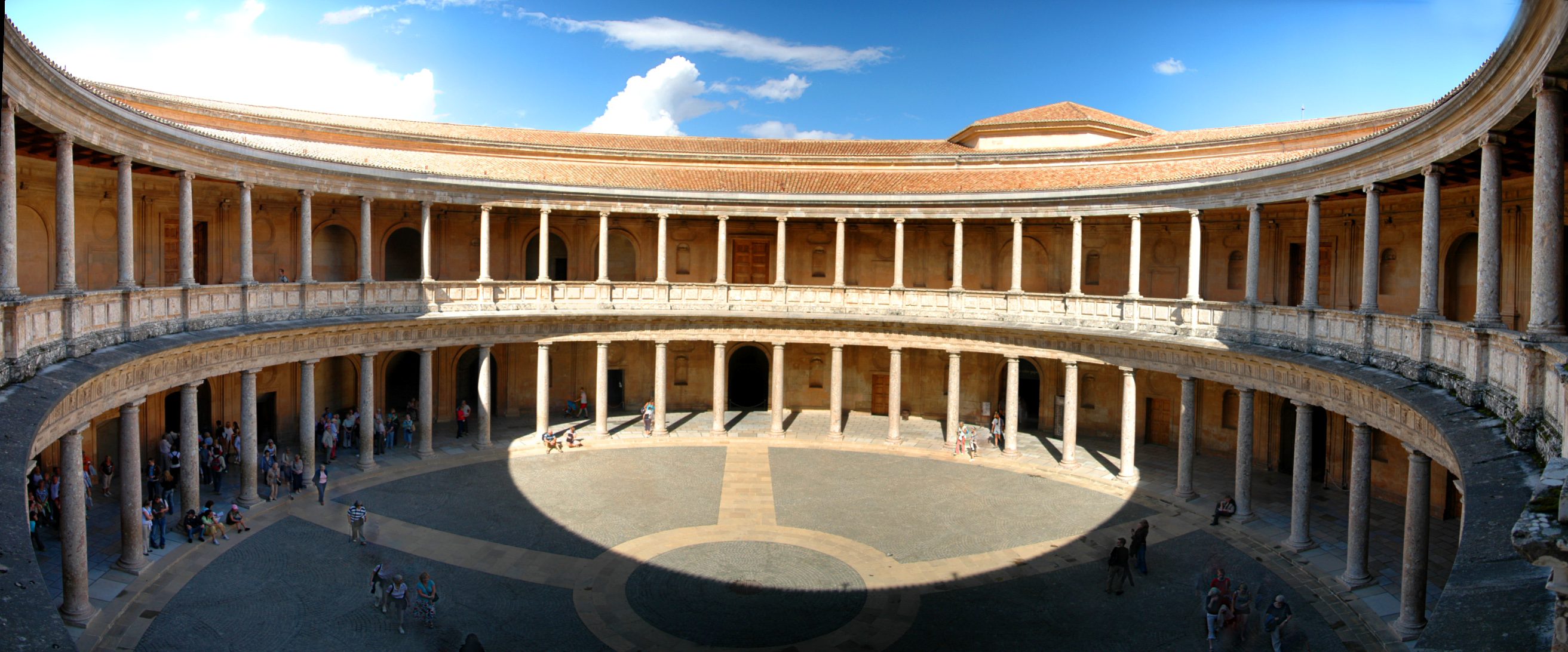
Patio Paleis van Karel V
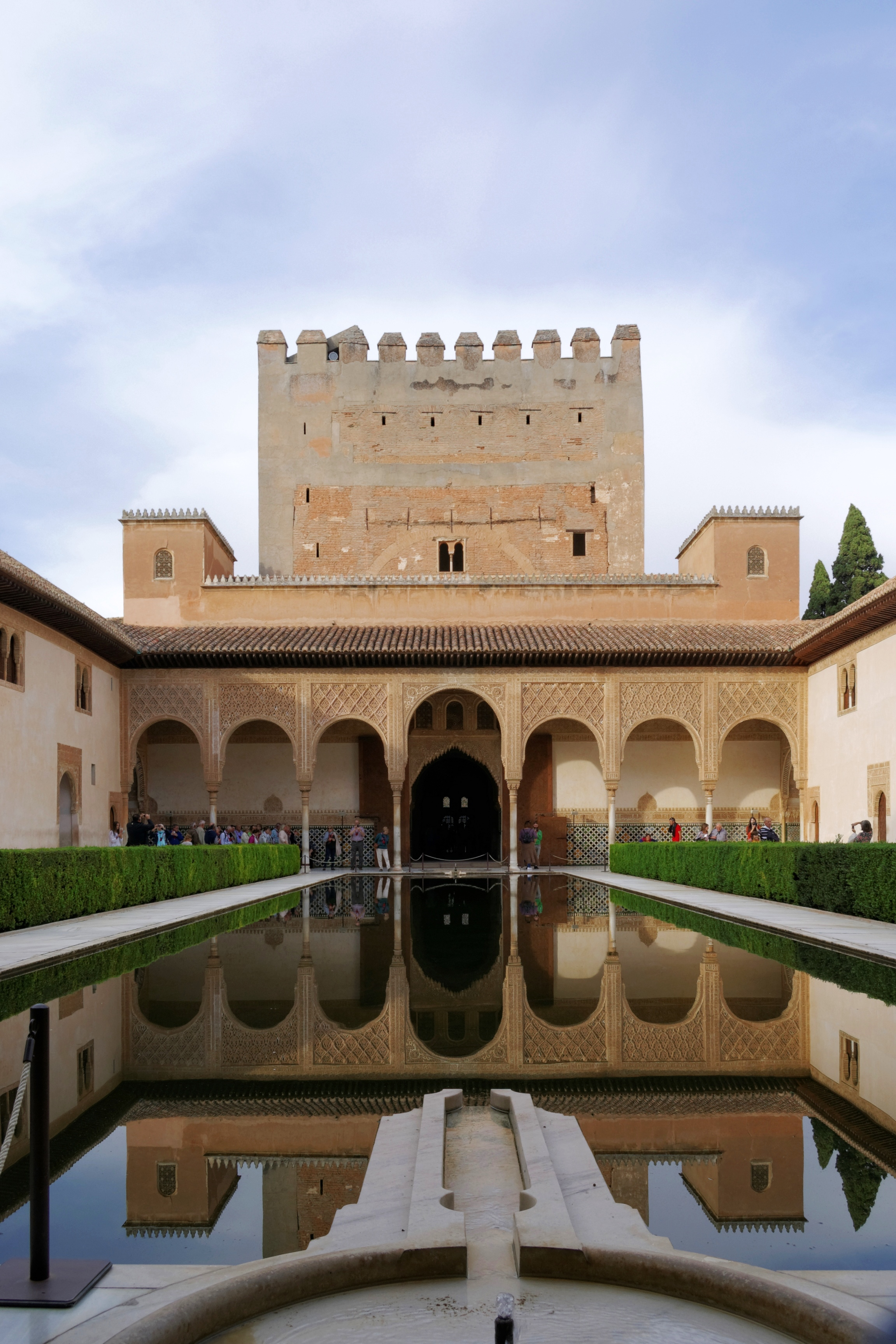
Patio de los Arrayanes
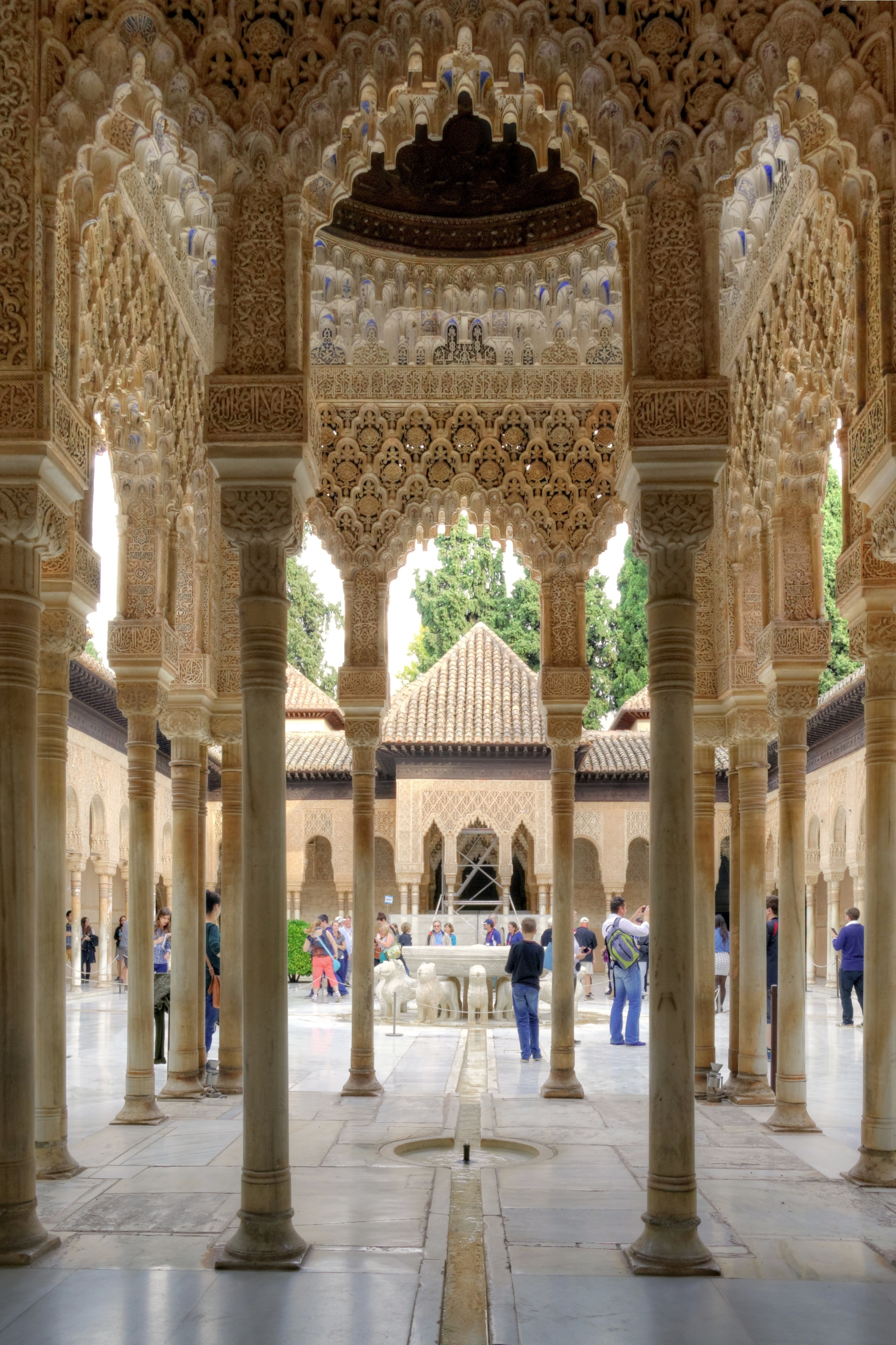
Patio de los Leones
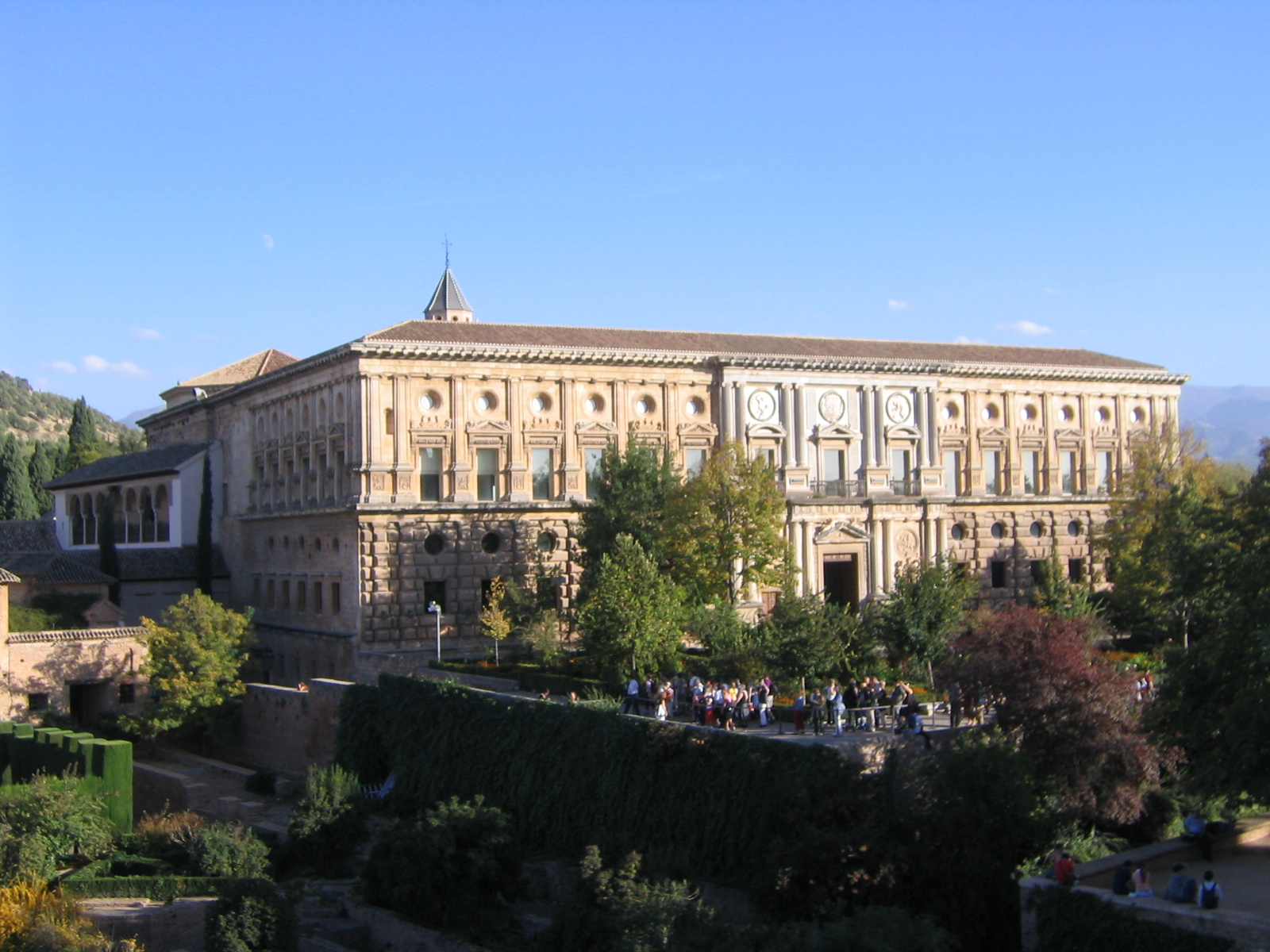
Paleis van Karel V
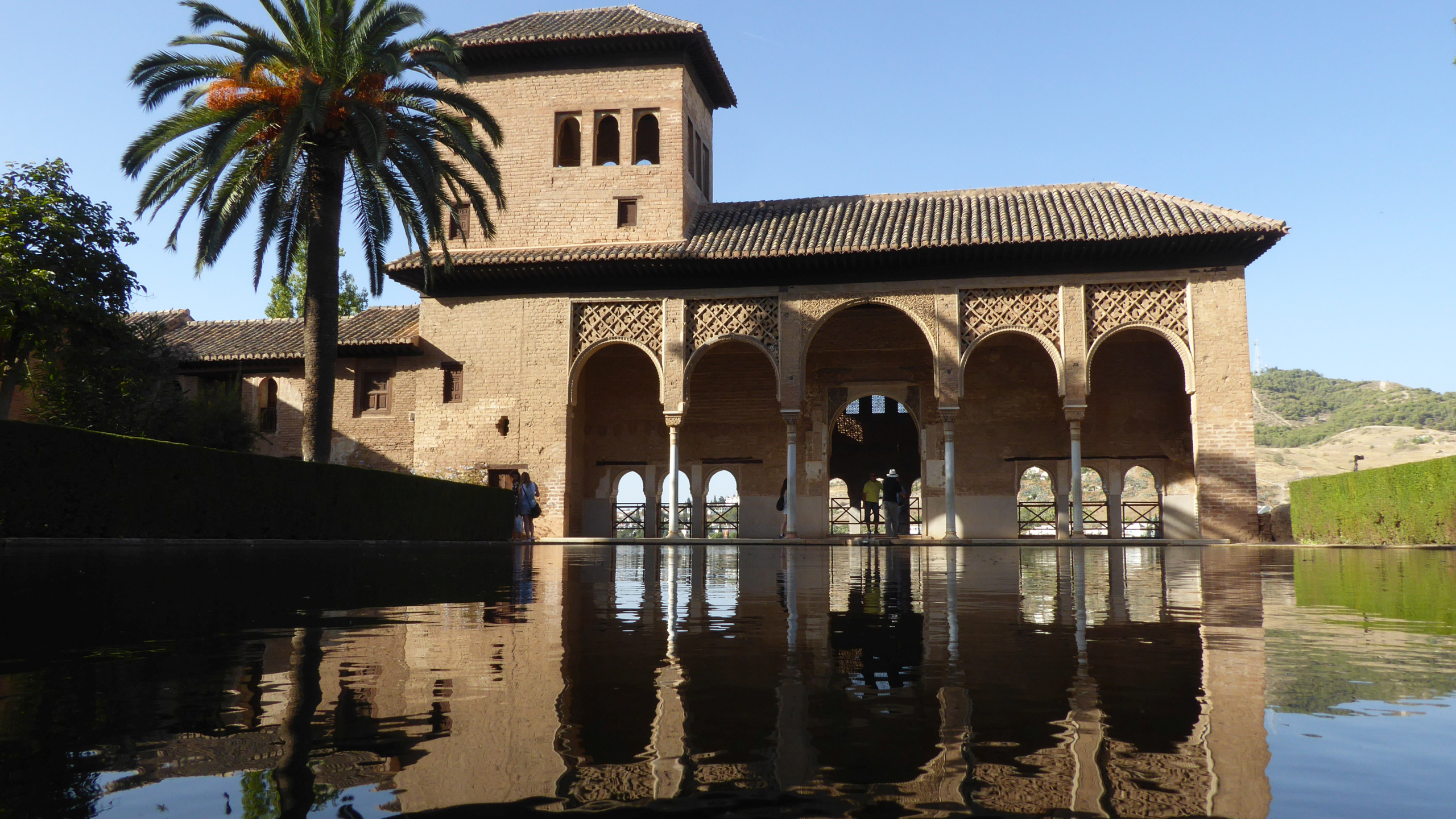
Torre de las Damas
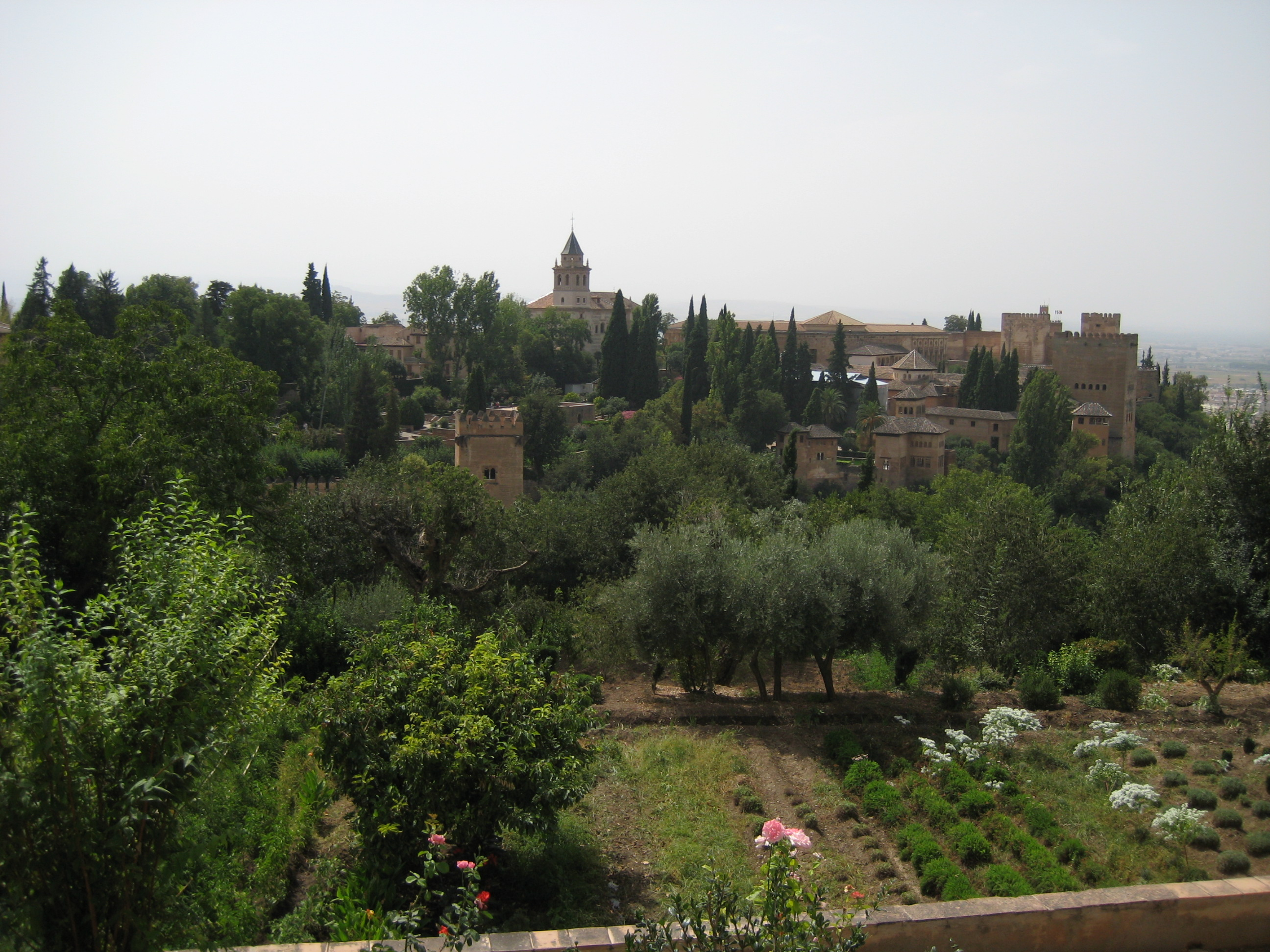
Tuinen van Alhambra
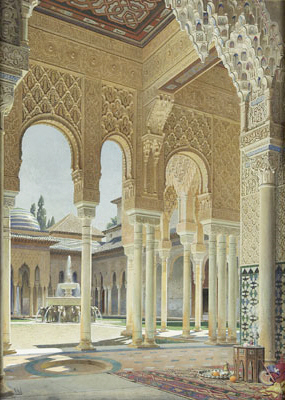
Patio de los Leones, schilderij uit 1892 door Adolf Seel